# Grande-Bretagne aux Jeux olympiques d'été de 1924
La Grande-Bretagne participe aux Jeux olympiques d'été de 1924 à Paris. Elle y remporte trente-quatre médailles : neuf en or, treize en argent et douze en bronze, se situant à la quatrième place des nations au tableau des médailles. La délégation britannique regroupe 267 sportifs.

## Bilan global
| Sport      | Médaille d'or, Jeux olympiques | Médaille d'argent, Jeux olympiques | Médaille de bronze, Jeux olympiques | Total |
| Athlétisme | 3                              | 3                                  | 5                                   | 11    |
| Aviron     | 2                              | 0                                  | 0                                   | 2     |
| Boxe       | 2                              | 2                                  | 0                                   | 4     |
| Cyclisme   | 0                              | 1                                  | 1                                   | 2     |
| Escrime    | 0                              | 1                                  | 0                                   | 1     |
| Lutte      | 0                              | 0                                  | 1                                   | 1     |
| Natation   | 1                              | 2                                  | 1                                   | 4     |
| Plongeon   | 0                              | 0                                  | 1                                   | 1     |
| Polo       | 0                              | 0                                  | 1                                   | 1     |
| Tennis     | 0                              | 1                                  | 2                                   | 3     |
| Tir        | 1                              | 2                                  | 0                                   | 3     |
| Voile      | 0                              | 1                                  | 0                                   | 1     |
|            | 9                              | 13                                 | 12                                  | 34    |

## Liste des médaillés britanniques

### Médailles d'or
| Sport                                               | Discipline                                                      | Sportifs |
| Médailles d’or 9                                    |                                                                 |          |
| Athlétisme                                          |                                                                 |          |
| 100 m                                               | Harold Abrahams                                                 |          |
| 400 m                                               | Eric Liddell                                                    |          |
| 800 m                                               | Douglas Lowe                                                    |          |
| Aviron                                              |                                                                 |          |
| Skiff hommes                                        | Jack Beresford                                                  |          |
| Quatre sans barreur                                 | Charles Eley, James MacNabb Robert Morrisson, Terence Sanders   |          |
| Boxe                                                |                                                                 |          |
| Poids moyens (-72,6 kg)                             | Harry Mallin                                                    |          |
| Poids mi-lourds (-79,4 kg)                          | Harry Mitchell                                                  |          |
| Natation                                            |                                                                 |          |
| 200 m brasse femmes                                 | Lucy Morton                                                     |          |
| Tir                                                 |                                                                 |          |
| Tir au cerf courant coup double à 100 m par équipes | Cyril Mackworth-Praed, Philip Neame Herbert Perry, Allen Whitty |          |

### Médailles d'argent
| Sport                                   | Discipline                                                                                     | Sportifs |
| Médailles d’argent 13                   |                                                                                                |          |
| Athlétisme                              |                                                                                                |          |
| 10 km marche                            | Gordon Goodwin                                                                                 |          |
| 4 × 100 m                               | Harold Abrahams, Walter Rangeley Wilfred Nichol, Lancelot Royle                                |          |
| 3 000 m par équipes                     | Bert McDonald, Harry Johnston, George Webber, Walter Porter*, Arthur Clark*, William Seagrove* |          |
| Boxe                                    |                                                                                                |          |
| Poids mouches (-50,8 kg)                | James McKenzie                                                                                 |          |
| Poids moyens (-72,6 kg)                 | John Elliott                                                                                   |          |
| Cyclisme                                |                                                                                                |          |
| 50 kilomètres                           | Cyril Alden                                                                                    |          |
| Escrime                                 |                                                                                                |          |
| Fleuret individuel                      | Gladys Davies                                                                                  |          |
| Natation                                |                                                                                                |          |
| 100 m dos femmes                        | Phyllis Harding                                                                                |          |
| Relais 4 × 100 m nage libre femmes      | Florence Barker, Constance Jeans Grace McKenzie, Vera Tanner                                   |          |
| Tennis                                  |                                                                                                |          |
| Double dames                            | Phyllis Howkins Covell, Kathleen McKane                                                        |          |
| Tir                                     |                                                                                                |          |
| Tir au cerf courant coup simple à 100 m | Cyril Mackworth-Praed                                                                          |          |
| Tir au cerf courant coup double à 100 m | Cyril Mackworth-Praed                                                                          |          |
| Voile                                   |                                                                                                |          |
| 8 m JI Jauge internationale             | Edwin Jacob, Thomas Riggs Walter Riggs,Ernest Roney Harold Fowler                              |          |

- : n'ont pas marqué de points mais sont médaillés tout de même.

### Médailles de bronze
| Sport                       | Discipline                                                 | Sportifs |
| Médailles de bronze 12      |                                                            |          |
| Athlétisme                  |                                                            |          |
| 100 m                       | Harry Edward                                               |          |
| 200 m                       | Eric Liddell                                               |          |
| 1 500 m                     | Henry Stallard                                             |          |
| 4 × 400 m                   | Edward Toms, George Renwick Richard Ripley, Guy Butler     |          |
| Lancer du marteau           | Malcolm Nokes                                              |          |
| Cyclisme                    |                                                            |          |
| 50 kilomètres               | Harry Wyld                                                 |          |
| Lutte                       |                                                            |          |
| Poids lourds, +87 kg        | Archie McDonald                                            |          |
| Natation                    |                                                            |          |
| 200 m brasse dames          | Gladys Carson                                              |          |
| Plongeon                    |                                                            |          |
| Plongeon haut simple hommes | Harold Clarke                                              |          |
| Polo                        |                                                            |          |
| Équipe                      | Frederick Barrett, Dennis Bingham Fred Guest, Kinnear Wise |          |
| Tennis                      |                                                            |          |
| Simple dames                | Kathleen McKane Godfree                                    |          |
| Double dames                | Kathleen McKane Godfree, Evelyn Colyer                     |          |